# Zungendiagnostik
Die Zungendiagnostik ist neben der ausführlichen Anamnese sowie der Pulsdiagnose ein wichtiger Baustein in der Diagnose von Funktionsstörungen und Erkrankungen in der traditionellen chinesischen Medizin (TCM). Es handelt sich hierbei um ein alternativmedizinisches diagnostisches Verfahren, welches mit dem allgemein anerkannten Wissensstand von Medizin und Pathophysiologie nicht übereinstimmt. Ein wissenschaftlicher Beleg der Validität dieses diagnostischen Verfahrens steht aus.

## Systematik

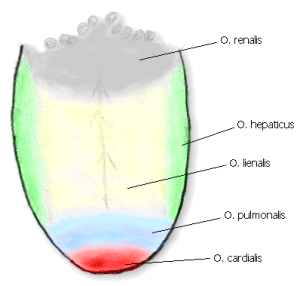
Repräsentation der Funktionskreise auf der Zunge (TCM)

Bei der Betrachtung der Zunge in der chinesischen Zungendiagnostik werden vor allem folgende vier Parameter untersucht:
1. Größe der Zunge: Die Größe der Zunge – in Relation zur Mundhöhle – soll Auskunft über den Gesamtzustand der Körperstruktur geben können. (Körperyin)
2. Farbe des Zungenkörpers: Hier soll die Zunge in besonderer Weise einen Blick auf den Durchblutungszustand des Körperinneren, also auf den Zustand des xue, erlauben können. (calor/algor)
3. Farbe und Beschaffenheit des Belags: Hier sollen sich vor allem Prozesse, die sich an der Körperoberfläche abspielen, zeigen. (extima/intima)
4. Topologische Besonderheiten der Zunge: In Anlehnung an eine Körperrepräsentation auf der Zunge soll sich durch besondere Veränderungen Aufschluss über den Zustand einzelner Funktionskreise (Orbes) gewinnen lassen können.